# Franz Stuhlmann

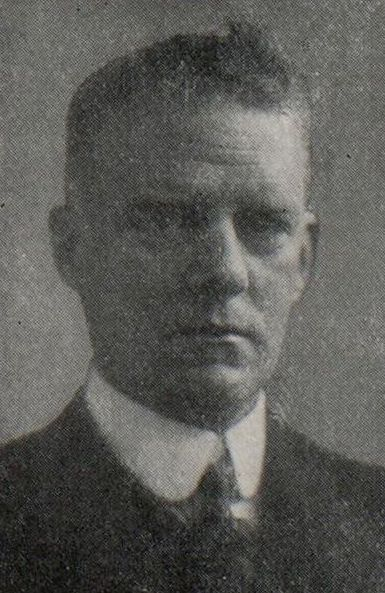
Franz Stuhlmann, um 1912

Franz Ludwig Stuhlmann (* 29. Oktober 1863 in Hamburg; † 19. November 1928 ebenda) war ein deutscher Zoologe und Afrikaforscher.

## Leben

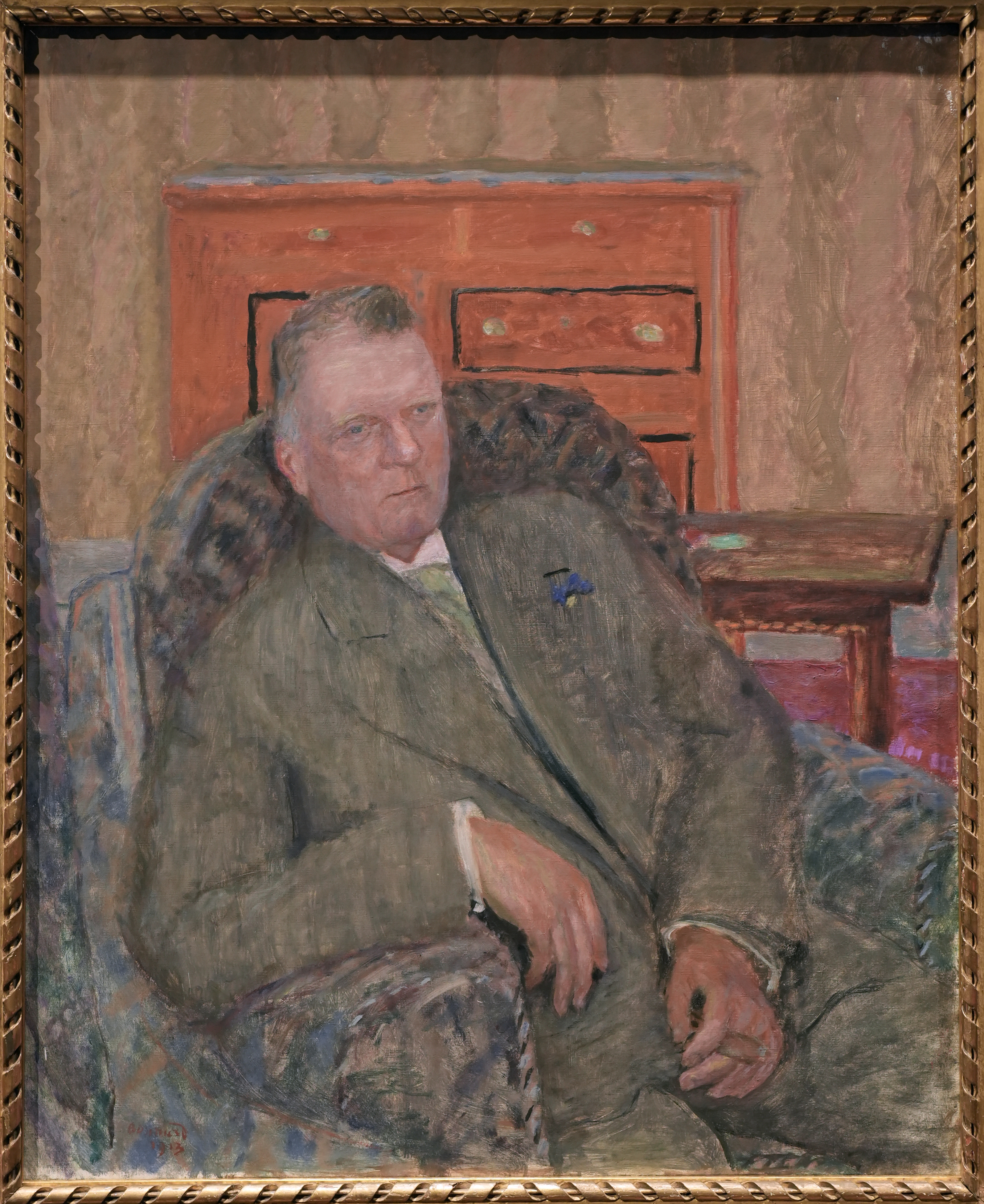
Franz Stuhlmann gemalt von Pierre Bonnard, 1913

Franz Stuhlmann wurde am 29. Oktober 1863 in Hamburg als Sohn eines Architekten geboren. Nach dem Besuch des Realgymnasiums studierte er Naturwissenschaften in Hamburg, Tübingen und Freiburg. Während dieser Zeit leistete er auch seinen Wehrdienst. Im Oktober 1886 erreichte er im 5. Badischen Infanterie-Regiment Nr. 113 den Rang eines Second-Lieutenant der Reserve. Mit einer zoologischen Arbeit über die Aalmutter promovierte er im selben Jahr zum Dr. phil. 1887 setzte er seine Studien am Zoologischen Institut in Kiel fort, bis er beim Zoologieprofessor Karl Semper an der Universität Würzburg eine Assistentenstelle erhielt. Angeregt durch den Lebenslauf seines Professors, dieser hatte in den Jahren 1858–1865 ausgedehnte Studienreisen nach den Philippinen und Indonesien unternommen, und durch verwandtschaftliche Verbindungen zum Hamburger Handelshaus Hansing & Co. mit Niederlassungen in Ostafrika, wollte Stuhlmann nicht nur durch den Weg der Habilitation Universitätsprofessor werden, sondern sich auch durch Forschungsreisen unter Beweis stellen.
Mit finanzieller Unterstützung der Akademie der Wissenschaften Berlin brach er im Februar 1888 nach Ostafrika auf, mit dem Vorhaben, die niedere Tierwelt zu erkunden. Vor Ort forschte er auf Sansibar, an der gegenüberliegenden Festlandsküste und an der Sambesimündung. Mitte 1889 wirkte er auf Sansibar und bei den Küstenorten Pangani und Bagamoyo. Der seit September 1888 stattfindende so genannte Araberaufstand bot ihm die Möglichkeit, als Reserveleutnant und Freiwilliger an einem Sturmangriff bei Mlembule teilzunehmen. Dabei erlitt er am 4. Januar 1890 eine Beinschussverletzung. Nach Genesung hatte er als Leutnant d.R. und Naturforscher die Gelegenheit, an einer Expedition Emin Paschas zur Seeregion Ostafrikas teilzunehmen. Die Expedition brach am 26. April 1890 in Bagamoyo mit sieben Deutschen, 150 Askaris und 400 Trägern auf. Nach einer Pocken-Epidemie musste er die gesunden Teilnehmer von Undussuma in der Nähe des Albertsees fortführen. Nach vergeblichem Warten auf Emin Pascha setzte er seine Reise zur Küste fort.
Franz Stuhlmann kehrte nach 26 Monaten, am 12. Juli 1892, von der Expedition nach Bagamoyo zurück. Bereits am folgenden Tag erlitt er durch die vorherigen Strapazen einen gesundheitlichen Zusammenbruch. Von dieser Reise brachte er zwei junge Afrikanerinnen sowie wertvolles kartographisches Material nach Deutschland. Die Afrikanerinnen wurden als „Akkazwerginnen aus Centralafrika“ öffentlich zur Schau gestellt. Aus dem kartographischen Material wurde eine Landkarte Deutsch-Ostafrikas. Nach erfolgter Genesung reiste er nach Europa zurück, wo er für seine erbrachten Leistungen verschiedene Ehrungen erhielt. Sein während der Expedition gesammeltes botanisches, zoologisches, völkerkundliches und geographisches Material fand 1894 seinen Niederschlag in seinem 901-seitigen Buch „Mit Emin Pascha ins Herz von Afrika“. Um Franz Stuhlmann im Kolonialdienst zu halten, wurde er als „ausseretatsmäßiger Beamter mit Hauptmannsrang für kartographische und wissenschaftliche Untersuchungen“ angestellt. Am 18. Dezember 1893 trat er seinen Dienst in Deutsch-Ostafrika an. Von 1900 bis 1901 bereiste er Britisch- und Niederländisch-Indien, um auf dortigen Versuchsstationen gesammelte Erfahrungen für die Landwirtschaft in Deutsch-Ostafrika auswerten zu können. Am 2. Juni 1901 kehrte er nach Daressalam zurück. 1903 erfolgte die Ernennung von Franz Stuhlmann zum Direktor des biologisch-landwirtschaftlichen Instituts in Amani/Deutsch-Ostafrika in den östlichen Usambarabergen. Sein Ruf wuchs mit den Erfolgen des Instituts. 1905/06 weilte bei ihm der Mediziner Robert Koch, welcher sich mit Untersuchungen zur Schlafkrankheit beschäftigte. Auch der Erforscher Ruandas und späterer dortiger Kaiserlicher Resident, Richard Kandt, wohnte mehrere Wochen bei ihm. Während der Abwesenheit des Gouverneurs von Deutsch-Ostafrika Gustav Adolf von Götzen 1904/05 war Franz Stuhlmann dessen Stellvertreter.
Nach einem Heimaturlaub folgte am 12. Dezember 1906 seine letzte Rückkehr nach Ostafrika. Anfang 1908 wurde Stuhlmanns Tropendienstuntauglichkeit festgestellt und so kehrte er im selben Jahr in seine Heimatstadt Hamburg zurück. Trotz seiner gesundheitlichen Einschränkungen entstanden 1907 in Amani noch wesentliche Teile seines 1909 erschienenen 907-seitigen Buches „Beiträge zur Kulturgeschichte von Ostafrika“ (Untertitel: „Allgemeine Betrachtungen und Studien über die Einführung und wirtschaftliche Bedeutung der Nutzpflanzen und Haustiere mit besonderer Berücksichtigung von Deutsch-Ostafrika“). Mehrfache Malaria, fünf Schwarzwasserfieber, rheumatische Schmerzen, Nervenentzündungen und Polyneuritis hatten die Gesundheit des 45-Jährigen zerrüttet und empfahlen die dauerhafte Rückkehr nach Europa. Seinen neuen Wirkungskreis fand er 1908 im Kolonialinstitut in Hamburg, welches der Ausbildung von Kolonialbeamten und der Dokumentation von wissenschaftlichen Erkenntnissen sowie wirtschaftlichen kolonialen Bestrebungen dienen sollte. 1910 trat er auf Antrag in den Ruhestand. 1921 folgte eine neue Verbeamtung. Er wurde Direktor des Nachfolgeinstituts des Kolonialinstituts, dem Hamburgischen Weltwirtschafts-Archivs. Im November 1928 wurden bei dem 65-jährigen Stuhlmann Symptome eines Darmkrebses festgestellt. Nur wenige Tage nach einer gut verlaufenen Operation verstarb er am 19. November 1928 an Herzschwäche. Seine letzte Ruhe fand er auf dem Friedhof in Hamburg-Ohlsdorf.

## Werke

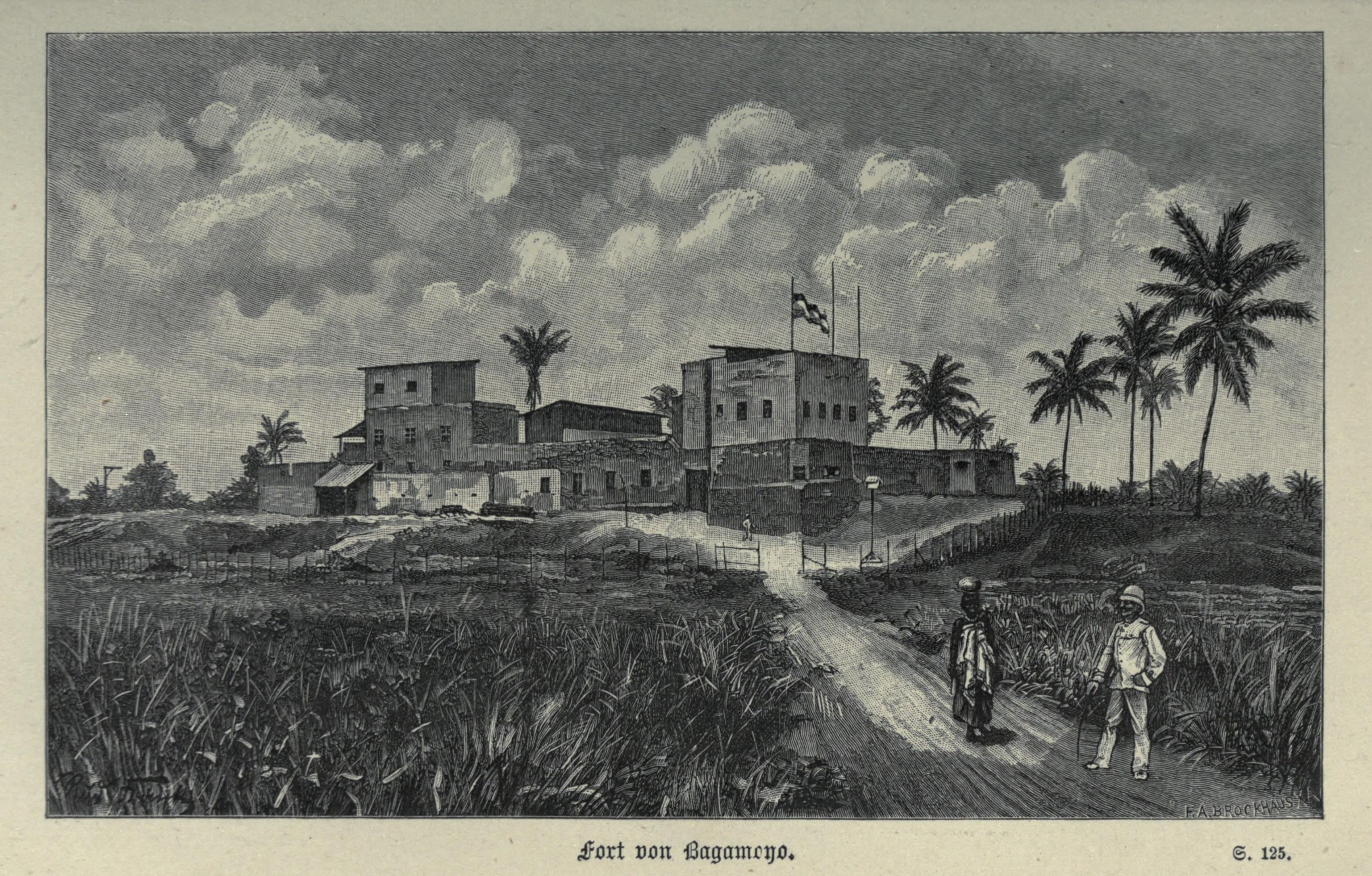
Fort von Bagamoyo, um 1890.

- Bericht über eine Reise im Hinterlande von Bagamoyo, in Ukami und Uluguru. In: Mitteilungen von Forschungsreisenden und Gelehrten aus den deutschen Schutzgebieten, Jg. 7 (1894) s. a. http://edocs.ub.uni-frankfurt.de/volltexte/2007/9171/.
- Zoologische Ergebnisse einer in die Küstengebiete von Ostafrika unternommenen Reise 1888–90, 2 Bde. Reimer, Berlin 1893–1901.
- Mit Emin Pascha ins Herz von Afrika. Reimer, Berlin 1894 (Deutsch-Ostafrika; 1) (Digitalisat).
- Beiträge zur Kulturgeschichte von Ostafrika. Reimer, Berlin 1909 (Deutsch-Ostafrika; 10) (Digitalisat).
- Handwerk und Industrie in Ostafrika: kulturgeschichtl. Betrachtungen. L. Friederichsen & Co, Hamburg 1910 (Abhandlungen des Hamburgischen Kolonialinstituts; 1) (Digitalisat).

## Auszeichnungen und Preise (Auswahl)
- 1893: Carl-Ritter-Medaille